# Claudinho (football, 1997)
Ne pas confondre avec le footballeur brésilien Claudinho, né en 1967.
Claudinho, de son nom de naissance Cláudio Luiz Rodrigues Parise Leonel, né le 28 janvier 1997 à São Vicente, est un footballeur évoluant au poste d'attaquant à Al-Sadd SC.

## Biographie

### Corinthians
Claudinho commence sa formation footballistique au Santos FC de 2003 à 2015 et la clôt à Corinthians de 2015 à 2016.
En 2015, il a été transféré aux Corinthians, et est passé professionnel la même année. Il faisait partie de l'équipe championne du championnat brésilien 2015, bien qu'il ne soit pas entré une seule fois sur le terrain.
Le 19 mars 2016, Claudinho fait ses débuts professionnels en remplaçant André lors d'une victoire 4-0 du Corinthians contre Linense en Campeonato Paulista. Il s'agit de son unique match avec son club formateur, le jeune joueur enchaînant deux prêts successifs au CA Bragantino et Santo André. Dans ce dernier club, Claudinho inscrit son premier but en carrière contre son club formateur de Corinthians le 12 février 2017 en Paulista.

### Ponte Preta
En 2017, Claudinho s'engage au Ponte Preta et découvre ainsi la Série A. Il dispute son premier match dans l'élite brésilienne le 28 mai 2017 en entrant en jeu face à l'Atlético Mineiro. L'attaquant joue un total de 20 matchs toutes compétitions confondues sans marquer un but.

### Oeste FC
En 2018, Claudinho rejoint le Red Bull Brasil, club où il peine à s'imposer et qui le prête à l'Oeste FC.

### Bragantino
L'année suivante, Claudinho retourne au RB Brasil, qui a fusionné avec le CA Bragantino pour devenir le Red Bull Bragantino. Il bénéficie de la confiance de son entraîneur Antônio Carlos et marque dix buts en 34 matchs de Série B, aidant Bragantino à remporter le championnat. Il finit également meilleur passeur avec onze passes délivrées et ses performances lui valent d'être nommé meilleur joueur de la compétition.
La montée en Série A consolide le statut de leader de Claudinho à Bragantino. Le 9 août 2020, il marque son premier but dans l'élite brésilienne lors d'un nul 1-1 contre le Santos FC. Au début de l'année 2021, Claudinho prolonge son contrat au club qui s'étend désormais jusqu'en 2024. Il réalise un mois de janvier 2021 d'une grande efficacité sur le plan individuel, marquant six buts, dont deux doublés, et délivrant quatre passes décisives, qui le voit nommé joueur du mois et lui permet de s'installer parmi les meilleurs buteurs du championnat.
Il finit la saison avec 18 buts et remporte le soulier d'or de Série A, à égalité avec Luciano, tandis que le club termine dixième, se qualifiant pour la Copa Sudamericana. Son exercice complet lui permet d'obtenir sept récompenses, dont le prix Bola de Ouro du meilleur joueur du championnat. Revenant sur ses performances, Claudinho avance : « Aujourd'hui, je me sens beaucoup plus préparé, plus mûr pour affronter n'importe quelle situation de jeu. Ma technique est également plus raffinée. Je m'efforce de toujours évoluer. Chaque saison, j'apprends quelque chose de plus. »

### Zenit
Le 7 août 2021, quelques heures après avoir été champion des Jeux Olympiques 2020, Claudinho a été annoncé par le Zenit. La valeur du transfert était de 12 millions d'euros, Bragantino garantissant 20% de la valeur d'un futur transfert et il s'agit de la négociation la plus coûteuse de l'histoire du club.
Lors de sa première saison au Zenit, Claudinho a été élu meilleur joueur de la saison 2021-2022 du Championnat de Russie par les athlètes qui travaillent en première division russe. Il participe à 31 matchs, où il marque 10 buts et délivre trois passes décisives.
En février 2023, le président du Zénith, Alexandre Medvedev, annonce que Claudinho, ainsi que son compatriote Malcom, sont éligibles à obtenir la nationalité russe d'ici mars 2023. Il reçoit son passport russe le 24 février 2023.

### Al-Sadd SC
Le 22 janvier 2025, Claudinho s'engage en faveur du club qatari d'Al-Sadd SC pour la somme de 20 millions d'euros. Quelques heures encore avant cette signature, le club brésilien de Palmeiras était parvenu à un accord avec le joueur, mais ce dernier a changé d'avis, privilégiant l'offre qatarie.

## Statistiques
Ce tableau présente les statistiques en carrière de joueur de Claudinho,,.
| Saison                   | Club                     | Championnat              | Championnat | Championnat | Championnat | Coupe(s) nationale(s) | Coupe(s) nationale(s) | Coupe(s) nationale(s) | Compétition(s) continentale(s) | Compétition(s) continentale(s) | Compétition(s) continentale(s) | Compétition(s) continentale(s) | Autres compétitions | Autres compétitions | Autres compétitions | Autres compétitions | Total | Total | Total |
| Saison                   | Club                     | Division                 | M.          | B.          | P.d.        | M.                    | B.                    | P.d.                  | Comp.                          | M.                             | B.                             | P.d.                           | Comp.               | M.                  | B.                  | P.d.                | M.    | B.    | P.d.  |
| 2015                     | Corinthians              | Série A                  | 0           | 0           | 0           | -                     | -                     | -                     | -                              | -                              | -                              | -                              | -                   | -                   | -                   | -                   | 0     | 0     | 0     |
| 2016                     | Corinthians              | Série A                  | 0           | 0           | 0           | -                     | -                     | -                     | -                              | -                              | -                              | -                              | CP                  | 1                   | 0                   | -                   | 1     | 0     | 0     |
| Sous-total               | Sous-total               | Sous-total               | 0           | 0           | 0           | -                     | -                     | -                     | -                              | -                              | -                              | -                              | -                   | 1                   | 0                   | -                   | 1     | 0     | 0     |
| 2016                     | CA Bragantino (prêt)     | Série B                  | 18          | 0           | 1           | 2                     | 0                     | 0                     | -                              | -                              | -                              | -                              | -                   | -                   | -                   | -                   | 20    | 0     | 1     |
| 2017                     | Santo André (prêt)       | Série B                  | -           | -           | -           | 1                     | 0                     | 0                     | -                              | -                              | -                              | -                              | CP                  | 16                  | 4                   | 2                   | 17    | 4     | 2     |
| 2017                     | Ponte Preta              | Série A                  | 16          | 0           | 0           | -                     | -                     | -                     | CS                             | 4                              | 0                              | 2                              | -                   | -                   | -                   | -                   | 20    | 0     | 2     |
| 2018                     | RB Brasil                | -                        | -           | -           | -           | -                     | -                     | -                     | -                              | -                              | -                              | -                              | CP+COP              | 12+15               | 1+3                 | 2+-                 | 27    | 4     | 2     |
| 2019                     | RB Brasil                | -                        | -           | -           | -           | -                     | -                     | -                     | -                              | -                              | -                              | -                              | CP                  | 9                   | 0                   | 0                   | 9     | 0     | 0     |
| Sous-total RB Brasil     | Sous-total RB Brasil     | Sous-total RB Brasil     | -           | -           | -           | -                     | -                     | -                     | -                              | -                              | -                              | -                              | -                   | 36                  | 4                   | 2                   | 36    | 4     | 2     |
| 2018                     | Oeste FC (prêt)          | Série B                  | 13          | 0           | 1           | -                     | -                     | -                     | -                              | -                              | -                              | -                              | -                   | -                   | -                   | -                   | 13    | 0     | 1     |
| 2019                     | RB Bragantino            | Série B                  | 34          | 10          | 11          | -                     | -                     | -                     | -                              | -                              | -                              | -                              | -                   | -                   | -                   | -                   | 34    | 10    | 11    |
| 2020                     | RB Bragantino            | Série A                  | 35          | 18          | 6           | 2                     | 0                     | 0                     | -                              | -                              | -                              | -                              | CP                  | 13                  | 2                   | 0                   | 50    | 20    | 6     |
| 2021                     | RB Bragantino            | Série A                  | 5           | 0           | 1           | 2                     | 1                     | 0                     | CS                             | 6                              | 0                              | 2                              | CP                  | 12                  | 2                   | 3                   | 25    | 3     | 6     |
| Sous-total RB Bragantino | Sous-total RB Bragantino | Sous-total RB Bragantino | 74          | 28          | 18          | 4                     | 1                     | 0                     | -                              | 6                              | 0                              | 2                              | -                   | 25                  | 4                   | 3                   | 109   | 33    | 23    |
| 2021-2022                | Zénith Saint-Pétersbourg | Premier-Liga             | 23          | 8           | 5           | -                     | -                     | -                     | C1+C3                          | 6+2                            | 2+0                            | 0+0                            | -                   | -                   | -                   | -                   | 31    | 10    | 5     |
| 2022-2023                | Zénith Saint-Pétersbourg | Premier-Liga             | 24          | 5           | 10          | 5                     | 0                     | 1                     | -                              | -                              | -                              | -                              | SR                  | 1                   | 0                   | 1                   | 30    | 5     | 12    |
| 2023-2024                | Zénith Saint-Pétersbourg | Premier-Liga             | 30          | 4           | 8           | 12                    | 1                     | 1                     | -                              | -                              | -                              | -                              | SR                  | 1                   | 0                   | 0                   | 43    | 5     | 9     |
| 2024-2025                | Zénith Saint-Pétersbourg | Premier-Liga             | 16          | 0           | 5           | 3                     | 1                     | 0                     | -                              | -                              | -                              | -                              | SR                  | 1                   | 0                   | 0                   | 20    | 1     | 5     |
| Sous-total               | Sous-total               | Sous-total               | 93          | 17          | 28          | 20                    | 2                     | 2                     | -                              | 8                              | 2                              | 0                              | -                   | 3                   | 0                   | 1                   | 124   | 21    | 31    |
| 2024-2025                | Al-Sadd SC               | Stars League             | 0           | 0           | 0           | 0                     | 0                     | 0                     | -                              | -                              | -                              | -                              | -                   | -                   | -                   | -                   | 0     | 0     | 0     |
| Total sur la carrière    | Total sur la carrière    | Total sur la carrière    | 214         | 45          | 48          | 27                    | 8                     | 2                     | -                              | 18                             | 2                              | 4                              | -                   | 81                  | 12                  | 8                   | 340   | 67    | 62    |

## Palmarès

### En club
Avec le RB Bragantino, Claudinho est sacré champion de Série B en 2019. Sous les couleurs du Zénith Saint-Pétersbourg, il est champion de Russie trois saisons d'affilée, en 2022, 2023 et 2024. Claudinho remporte une Coupe de Russie en 2024, ainsi que trois Supercoupes, respectivement en 2022, 2023 et 2024.
| RB Bragantino                                  | Zénith Saint-Pétersbourg |
| ---------------------------------------------- | --- |
| - Championnat du Brésil D2 - Champion en 2019. | - Championnat de Russie - Champion en 2022, 2023 et 2024. - Coupe de Russie - Vainqueur en 2024. - Supercoupe de Russie - Vainqueur en 2022, 2023 et 2024. |

### En sélection nationale
Brésil olympique
- Médaillé d'or aux Jeux olympiques en 2021

### Distinctions personnelles
Claudinho finit meilleur passeur et se voit nommer meilleur joueur de Série B en 2019. Il est meilleur buteur de Série A en 2020.
Claudinho reçoit de nombreuses récompenses à la suite de sa saison 2020. À la cérémonie de la Bola de Prata, il remporte le prix Bola de Ouro du meilleur joueur du championnat, ainsi que celui du meilleur milieu de terrain et de la révélation de l'année. Claudinho récolte trois Prêmio Craque do Brasileirão, celui du meilleur joueur de la ligue et du meilleur milieu de terrain, en plus de la révélation. Il est également nommé meilleur milieu de terrain de Série A au Troféu Mesa Redonda (pt). Le joueur est inclus dans l'équipe-type de la saison.
Le passage de Claudinho au Zénith Saint-Pétersbourg est aussi marqué par des récompenses individuelles. Il est nommé meilleur joueur du mois de Premier-Liga en décembre 2021, remportant également le but du mois en novembre et décembre 2021. À l'issue de cette édition 2021-2022 du championnat qui voit le Zénith être sacré, le Brésilien est nommé meilleur joueur et meilleur milieu offensif.